# エラック
エラック(ELAC)とは、ドイツのキールに本社を置く高級オーディオメーカーであり、スピーカーメーカーとして知られる企業及び商標名。正式企業名はELAC Electroacustic GimbH(英語ではELAC Electronics)。ドイツを代表するスピーカーメーカーであるが参入は1980年代からで、かつてはレコードプレイヤーやMMカートリッジでその名を知られた。

## 概略
創業は1926年で、ドイツ北部ホルシュタイン州キールにて創業。当初は潜水艦などに用いる軍事用ソナーを手がける企業であった。しかし、1945年で第二次世界大戦が終戦すると需要は大きく激減し、会社は存亡の危機に立たされる。そんなとき目を付けたのはレコードプレイヤーであり、「ミラコード」が1957年に大ヒットし、また、同年ステレオ・フォノ・カートリッジをリリースし、MMカートリッジの特許を取得。
しかし、1980年に入りアナログオーディオが衰退し、CDが主流になるとレコードプレイヤーは先細りが見えていたため、一念発起しスピーカー開発に着手、とりわけ今後の生活スタイルの変化とそれに伴う音楽シーンの変化を見越し、小型スピーカーに注力した。そして1997年には業界に先駆け、従来品よりはるかにフォルムを小型化したスピーカー「CL310JET」をリリースし、大きく業界で評価を得ることになる。
2012年には、PCオーディオの発展を見越し、アクティブスピーカーをリリースした。素材にアルミを用いているのが特徴であり、音の伝達の速さと、パルプ素材を合わせることで周囲に共鳴を起こす金属感を相殺したものとなっている。
また、スピーカー用のアンプやDAC、スピーカーケーブルのほか、従来の主力商品であったターンテーブルなども製造、販売している。

## 主なブランド

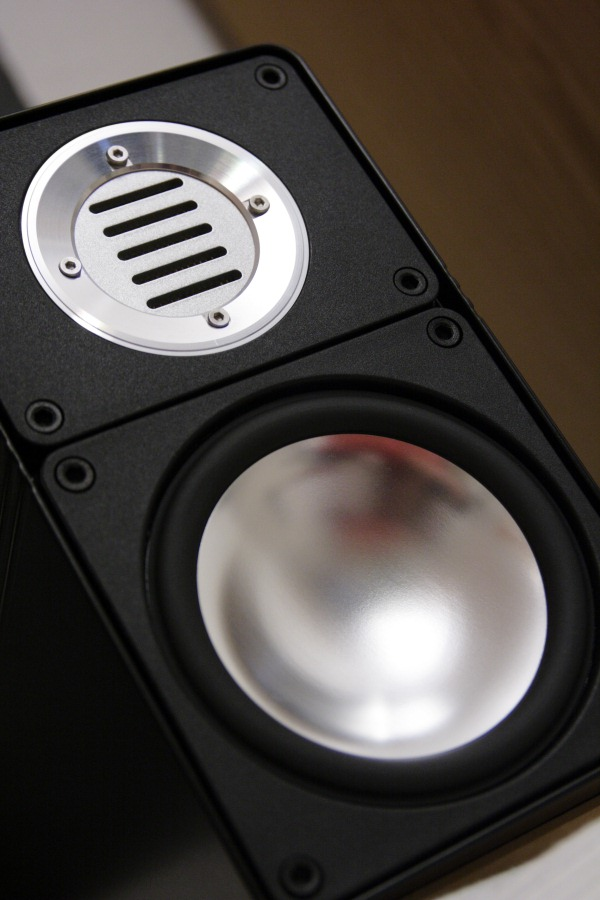
ELAC 310 with JET-tweeter

スピーカー
- ACTIVE
- VELA
- ADANTE
- LINE
- DEBUT

アンプ
- Alchemy

ターンテーブル
- Miracord